# جوليا كاثرين بيكويث
جوليا كاثرين بيكويث (بالإنجليزية: Julia Catherine Beckwith)‏ (10 مارس 1796، نيو برونزويك في كندا - 28 نوفمبر 1867، نيو برونزويك في كندا)؛ روائية كندية.

## روابط خارجية
- جوليا كاثرين بيكويث على موقع الموسوعة البريطانية (الإنجليزية)